# Priorato de Ardchattan
El Priorato de Ardchattan (en inglés: Ardchattan Priory) fue una comunidad monástica en Ardchattan, Argyll, Escocia al norte del Reino Unido. Fue fundado en 1230 por Duncan MacDougal, Señor de Argyll. Desde principios del siglo XIV, el Prior de Ardchattan celebró en la catedral de Lismore. En abril de 1510 se incorporó como una célula del priorato de Beauly y pudo haberse convertido en cisterciense, pero la evidencia es escasa. Se anexó al obispado de las islas en 1615.